# Walfrid Billing
Per Christoffer Walfrid Billing (i riksdagen kallad Billing i Stockholm), född 13 oktober 1833 i Sörby församling, Kristianstads län, död 3 februari 1902 i Hedvig Eleonora församling, Stockholms stad, var en svensk jurist och riksdagsman.
Walfrid Billing var rådman i Stockholm. Han var ledamot av riksdagens andra kammare, invald i Stockholms stads valkrets.